# كاميلو موري
كاميلو موري (بالإسبانية: Camilo Mori Serrano)‏ هو رسام تشيلي، ولد في 24 سبتمبر 1896 في فالبارايسو في تشيلي، وتوفي في 7 ديسمبر 1973 في سانتياغو في تشيلي.